# Universidad de Basora
La Universidad de Basora (en árabe: جامعة البصرة, Jami'at Basrah) se encuentra en la ciudad de Basora, Irak.

## Historia
La universidad fue fundada en 1964 en Basora, 4 para satisfacer las necesidades del sur de Irak, la Universidad de Basora al principio fue afiliado a la Universidad de Bagdad, pero en 1964 se convirtió en un organismo independiente. Hoy la Universidad se compone de catorce colegios ubicados en tres campus en la ciudad de Basora.

## Escuelas

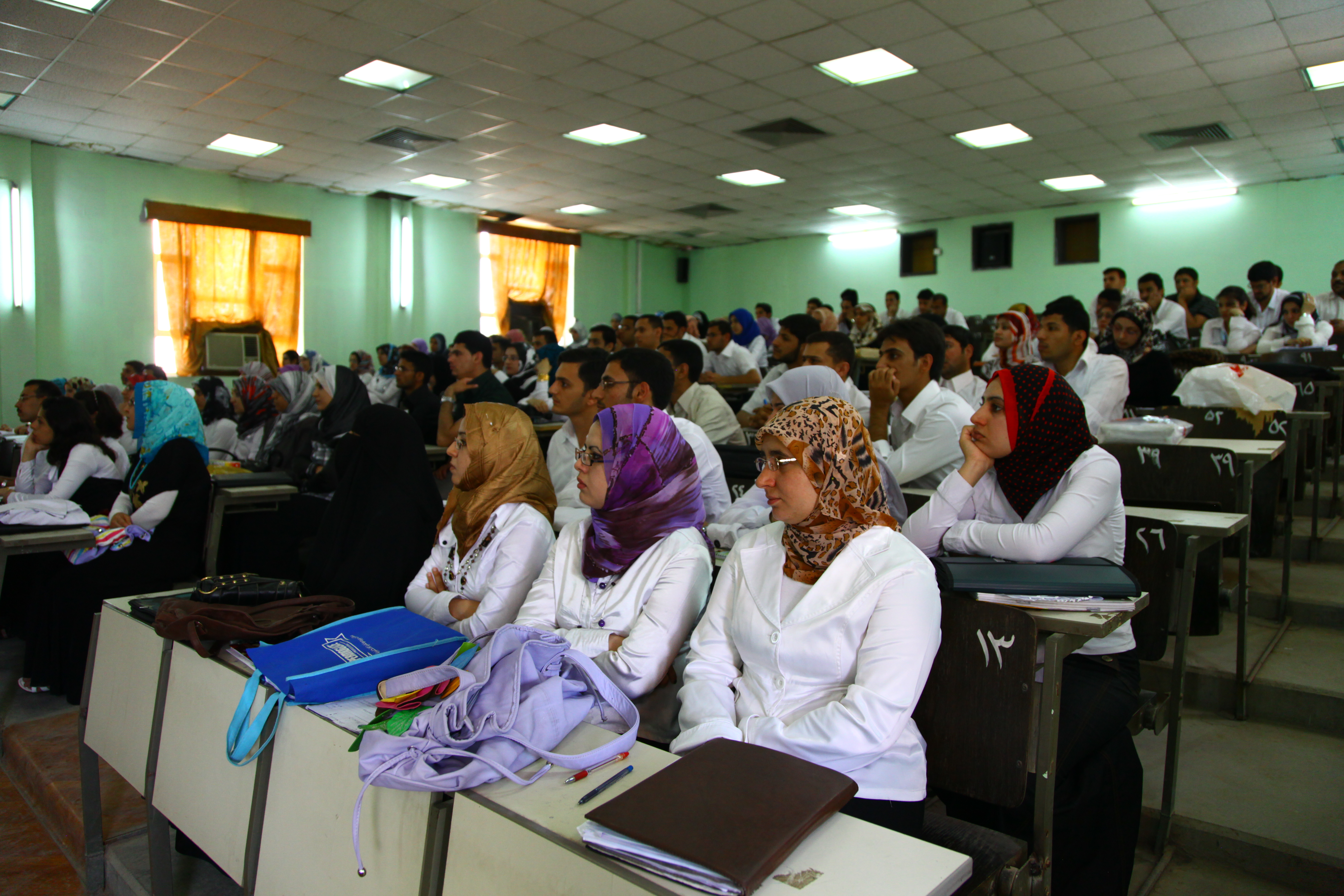
Estudiantes iraquíes en la Escuela de Medicina de la Universidad de Basora (2010).

La universidad está compuesta por 14 escuelas:
- Escuela de Medicina
- Escuela de Farmacia
- Escuela de Odontología
- Escuela de Medicina veterinaria
- Escuela de Ingeniería
- Escuela de Ciencia
- Escuela de Agricultura
- Escuela de Educación
- Escuela de Negocios y Economía
- Escuela de Leyes
- Escuela de Artes
- Escuela de Educación Física
- Escuela de Estudios históricos
- Escuela de Bellas artes